# Académie africaine des sciences
Pour les articles homonymes, voir AAS.
L'Académie africaine des sciences (AAS) (anglais : The African Academy of Sciences), créée en 1985, est une société savante dont le rôle est de promouvoir la recherche scientifique en Afrique. L'AAS siège à Nairobi au Kenya. C'est une organisation panafricaine non alignée, apolitique et sans but lucratif, dont la vision est de voir des vies transformées sur le continent africain grâce à la science.

## Objectifs
Son mandat est de viser l'excellence en reconnaissant les universitaires et les performants; fournir des fonctions de conseil et de réflexion pour façonner les stratégies et politiques du continent; et mettre en œuvre des programmes clés en science, technologie et innovation (STI) qui ont un impact sur les défis de développement. L'AAS et le NEPAD ont créé l'Alliance for Accelerating Excellence in Science in Africa (AESA), une plateforme dirigée par l'Afrique, centrée sur l'Afrique et spécifique à l'Afrique pour accélérer l'excellence scientifique, le leadership l'innovation et servir l'objectif de mise en œuvre des programmes de STI. L'AAS reconnaît l'excellence grâce à l'élection des membres (fellows) et affiliés de l'AAS. L'AAS décerne également tous les deux ans le Prix Obasanjo pour la découverte scientifique et l'innovation technologique à un scientifique exceptionnel qui contribue au développement du continent. Les fellows et affiliés de l'AAS sont des chercheurs éminents qui représentent les hommes et les femmes les plus talentueux et les plus prometteurs du continent et de l'extérieur, de 59 pays à travers le monde. 
Les fellows sont des Africains qui peuvent vivre à l'intérieur ou à l'extérieur du continent et qui travaillent sur la science en Afrique sont élus par des fellows de l'AAS précédemment élus sur la base de réalisations qui incluent leur dossier de publication, leurs innovations, leurs rôles de leadership et leur contribution à la politique. Les affiliés sont des scientifiques prometteurs en début de carrière susceptibles de devenir des chefs de file de la recherche de classe mondiale. Actuellement, l'AAS compte 62 affiliés, qui viennent de pays comme le Bénin, le Cameroun, le Ghana, le Kenya, le Nigeria, la Tanzanie, l'Afrique du Sud et le Zimbabwe. 
Les fellows forment une communauté de scientifiques, qui est prête à s'engager avec les gouvernements et les décideurs politiques pour permettre des investissements judicieux dans l'avenir du continent. L'Académie, à travers ses fonctions de groupe de réflexion, englobe les politiques et le plaidoyer, pour identifier, articuler et évaluer les questions de politique scientifique, technologique et d'innovation (STI) en temps opportun afin de créer un cadre d'élaboration des politiques. Cette initiative fournit également un forum solide pour l'échange d'idées et d'informations entre les principales parties prenantes afin de guider et d'informer les initiatives pour avoir un impact positif sur les investissements en STI dans toute l'Afrique.  

## Histoire
L'Académie est fondée en 1985 à la suite d'une proposition présentée par l'entomologiste Thomas Odhiambo lors de la réunion inaugurale de l'Académie mondiale des sciences (TWAS), à Trieste, en Italie. Odhiambo dirige un groupe de travail sur la création de l'Académie, qui présente ses recommandations lors d'une réunion le 10 décembre 1985. Les participants adoptent les recommandations, transforment l'assemblée en assemblée générale et adoptent la constitution fondatrice de l'Académie. Les 33 participants deviennent les membres fondateurs de l'Académie. 
L'Académie élabore quatre stratégies entre 1989 et 2005 axées sur la recherche forestière, la biotechnologie, la gestion des sols et de l'eau, l'amélioration de la production et des politiques alimentaires et le plaidoyer. En 1988, l'AAS lance la revue Discovery and Innovation, qui porte sur tous les domaines de la science et dure jusqu'en 2012. 
Au début, l'Académie n'est pas financée et ses membres sont bénévoles. Entre 1993 et 1996, la Carnegie Corporation de New York et la Fondation Rockefeller aident l'organisation à mettre en place des systèmes institutionnels et financiers efficaces. En mai 2005, le gouvernement kényan reconnaît officiellement l'Académie et lui accorde les privilèges diplomatiques des organisations internationales non gouvernementales dont le siège est au Kenya. L'Académie peut construire un siège social sur un site de 2 hectares dont elle est propriétaire dans la région de Karen à Nairobi, grâce à une aide de 5 millions de dollars du gouvernement nigérian. En 2017, l'AAS compte 396 fellows de 59 pays africains. 
Le 28 février 2011, Ahmadou Lamine Ndiaye du Sénégal devient le premier francophone à occuper le poste depuis la création de l'Académie. Ndiaye déclare vouloir rajeunir l'AAS. Il vise à ouvrir des centres d'excellence sur le continent et de créer des programmes de recherche.
A partir de 2015, des organismes internationaux confient à l'AAS la responsabilité de gérer un important montant des subventions à la recherche africaine à hauteur d'environ 250 millions de dollars par an. Toutefois, cela conduit à des disputes entre membres de l'AAS et les sponsors arrêtent d'apporter des fonds en 2021.

## Présidents de l'Académie africaine des sciences
- 1985-1998 : Thomas Risley Odhiambo[10]
- 1999-2010 : Mohamed Hag Ali Hassan
- 2011-2014 : Ahmadou Lamine Ndiaye
- 2014-2017 : Aderemi Kuku
- 2017-2023 : Felix Dapare Dakora
- 2023- : Lise Korsten

## Gouvernance
L'Académie est régie par: 
- Une assemblée générale composée de fellows de l'AAS et qui est la plus haute autorité de l'académie, qui détermine sa politique générale et supervise le conseil d'administration ;
- Un conseil d'administration, composé de 15 membres élus par l'Assemblée générale qui se réunit deux fois par an.